# Sommerbühne
Sommerbühne ist der Titel eines Gemäldes, das die russische Künstlerin Marianne von Werefkin spätestens vor Ostern im Jahre 1910 in Litauen malte, als sie in Kowno (heute Kaunas) war. Das Werk gehört zum Bestand der Fondazione Marianne Werefkin (FMW) in Ascona. Es trägt dort die Inventar-Nummer FMW-0-0-23.

## Technik und Maße
Es handelt sich um eine Temperamalerei auf Karton, 56 × 73 cm.

## Ikonografie
Der Titel besagt schon das Wesentliche der Darstellung: unter nächtlichem Himmel befindet sich in einem offenen Gelände eine aufwendige, überdachte, hell erleuchtete Freilichtbühne mit verschiedenen Vorhängen. Davor erkennt man den Orchestergraben mit Musikern, der sich unter freiem Himmel befindet. Dann folgen nach links am unteren Bildrand die ersten zwei Reihen mit Zuschauern, die dicht an dicht nebeneinandersitzen. Seitlich der Bühne und des Zuschauerareals stehen hinter einem Bretterzaun ebenfalls eng zusammengedrängt eine große Anzahl von Zaungästen.

## Werefkins Persiflage
Das Publikum scheint gekommen zu sein, um den Auftritt eines volkstümlich populären Tänzers zu erleben. Verglichen mit den Zuschauern, malte Werefkin die männliche Figur auf der Bühne überlebensgroß. Es handelt sich um einen Kosaken, der den Kasatschok tanzt. Er ist bekleidet mit einem schwarzen Mantel. Darunter trägt er eine rote Kossoworotka, mit einem gleichfarbigen Gürtel über der dunkelblauen Hose. Schaftstiefel und eine seltsame, wie mit Federn geschmückte Kappe, vervollständigen seine Aufmachung. Mit einem hellblauen Tuch in der Hand wird er bei Applaus dem Publikum zuwinken.
Die Darstellung wurde von der Malerin als Persiflage angelegt, denn der „Kosakentanz“ wird gewöhnlich von sportlichen, schlanken Menschen getanzt und zeichnet sich durch viele artistische Einlagen aus. Werefkin, die mütterlicherseits aus einem alten Kosakengeschlecht stammt, kannte gewisslich sehr genau wie der Kasatschok in Russland präsentiert wurde. Hier in Litauen, in der Provinz des Russischen Reiches, im Gouvernement Kowno, trat ein korpulenter Akteur mit ungeschickter Pose auf, dem man eigentlich nicht zutraut, dass er mit hohen Sprüngen sich im Kreis drehen-, noch fähig ist, mit angezogenen Beinen dicht am Boden gekonnt zu tanzen. Werefkin muss seinen Auftritt als ein recht plumpes Spektakel empfunden haben, denn sie schildert den ungeschickt stampfenden und strampelnden Schauspieler und die gesamte skurrile Situation ganz im Sinne von Toulouse-Lautrec in Überzeichnung als Karikatur. Dazu passt das vor Staunen erstarrte Publikum.

## Bizarre Bewegungen

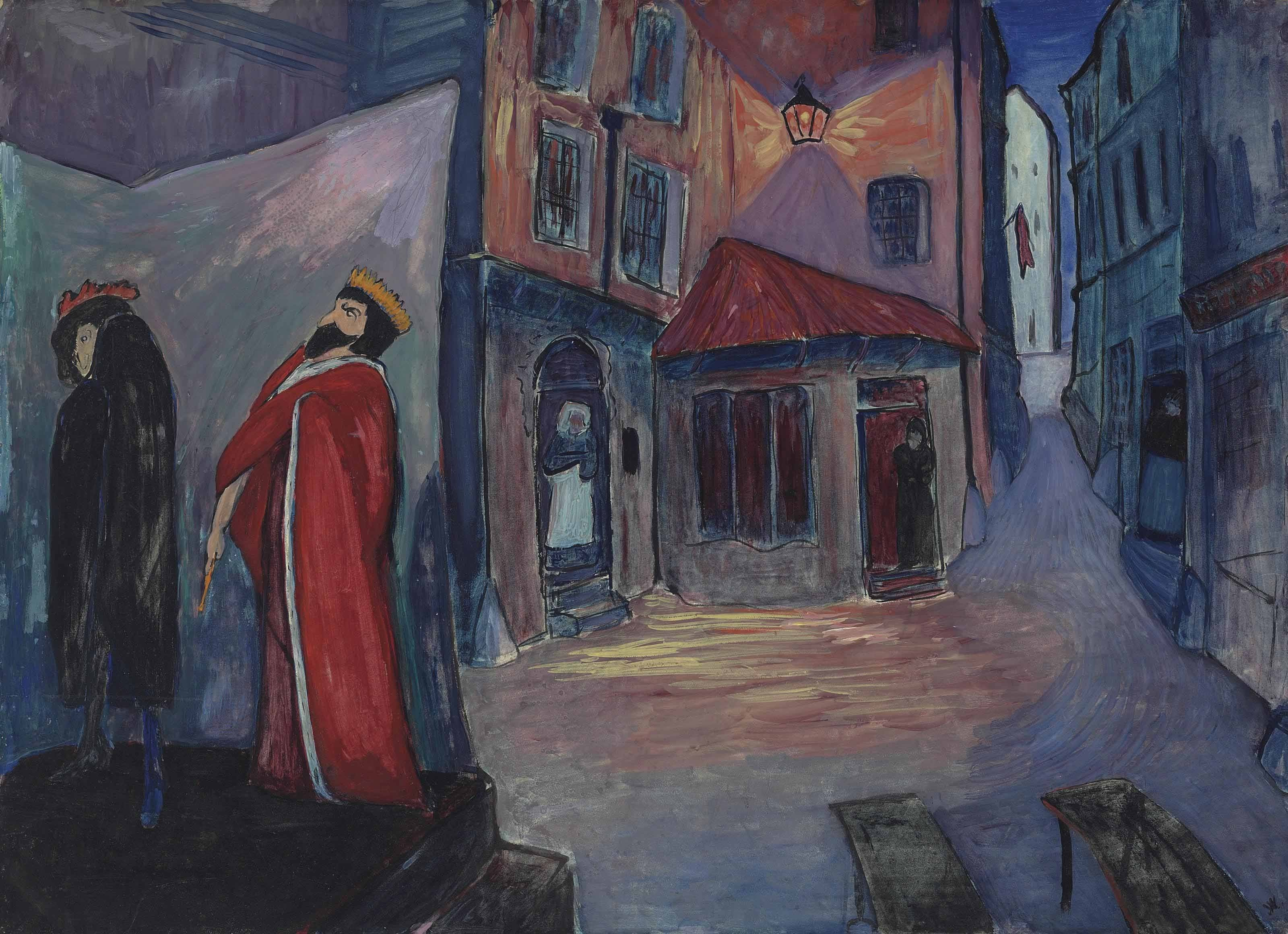
Marianne von Werefkin: In die Nacht hinein, 1910

Werefkin bezog die Stilmittel des Cloisonismus mit ein. Man fühlt sich auch an Bilder der Nabis erinnert, die Figuren in wunderlich bizarren Bewegungen zeigen. Diese wiederum schöpften aus der japanische Holzschnittkunst, die einen Bildtypus geschaffen hatte, der besonders gerne Schauspieler in phantastischen Auftritten in grotesker Haltung mit komischen Gesten zeigt. Da sich genau dieser Bildtypus in Werefkins und Jawlenskys gemeinsamer japanischer Holzschnittsammlung in mehreren Exemplaren erhalten hat, darf davon ausgegangen werden, dass sich Werefkin nicht nur von den Nabis zu dessen Übernahme inspirieren ließ, sondern wie diese direkt auf original japanische Vorlagen zurückgriff als sie an dem Gemälde „Sommerbühne“, dem Pendant zu In die Nacht hinein arbeitete.